# 加永尼玛
加永尼玛（藏語：འཇམ་དབྱངས་ཉི་མ་，威利转写：'jam dbyangs nyi ma，1965年—），西藏昌都人，藏族，中华人民共和国政治人物、第十二届全国人民代表大会西藏地区代表。
加入中国共产党。2013年，担任全国人大代表。